# 波切平
50°29′28″N 29°46′29″E / 50.49111°N 29.77472°E

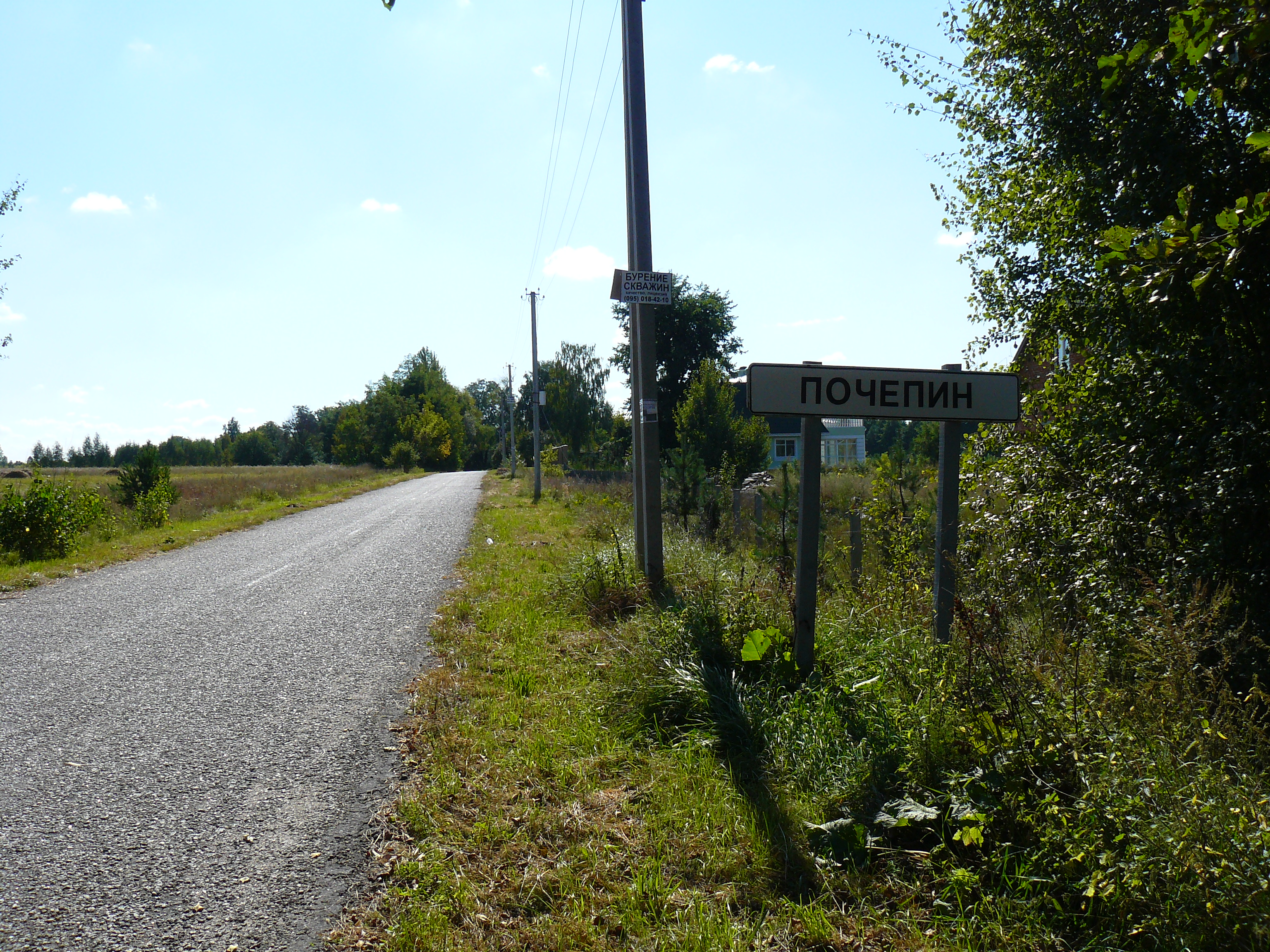

波切平（烏克蘭語：Почепин）是位於烏克蘭北部的村莊，由基辅州布恰区的馬卡里夫市鎮負責管轄。該村面積0.75平方公里，海拔高度162米，2001年人口27，人口密度每平方公里35.9人。